# 甘粛張掖国家地質公園
甘粛張掖国家地質公園（中国語：甘肃张掖国家地质公园)は、中華人民共和国甘粛省張掖市にある322平方キロメートル (124 sq mi)の広さを持つジオパークである。2012年4月23日、国土資源部に張掖丹霞国家地質公園として建設が申請された。2016年6月16日、領域が確保され、正式に国土資源部に「甘粛張掖国家地質公園」と認定された。2019年に中国の5A級観光地に認定され、2020年にユネスコ世界ジオパークに指定される。

## 位置
甘粛省張掖市地級市の管理下にある臨沢県と粛南ユグル族自治県に渡る、祁連山脈の北麓に位置している。丹霞地形の主要なエリアは、康楽郷と白銀市にある。

## ギャラリー

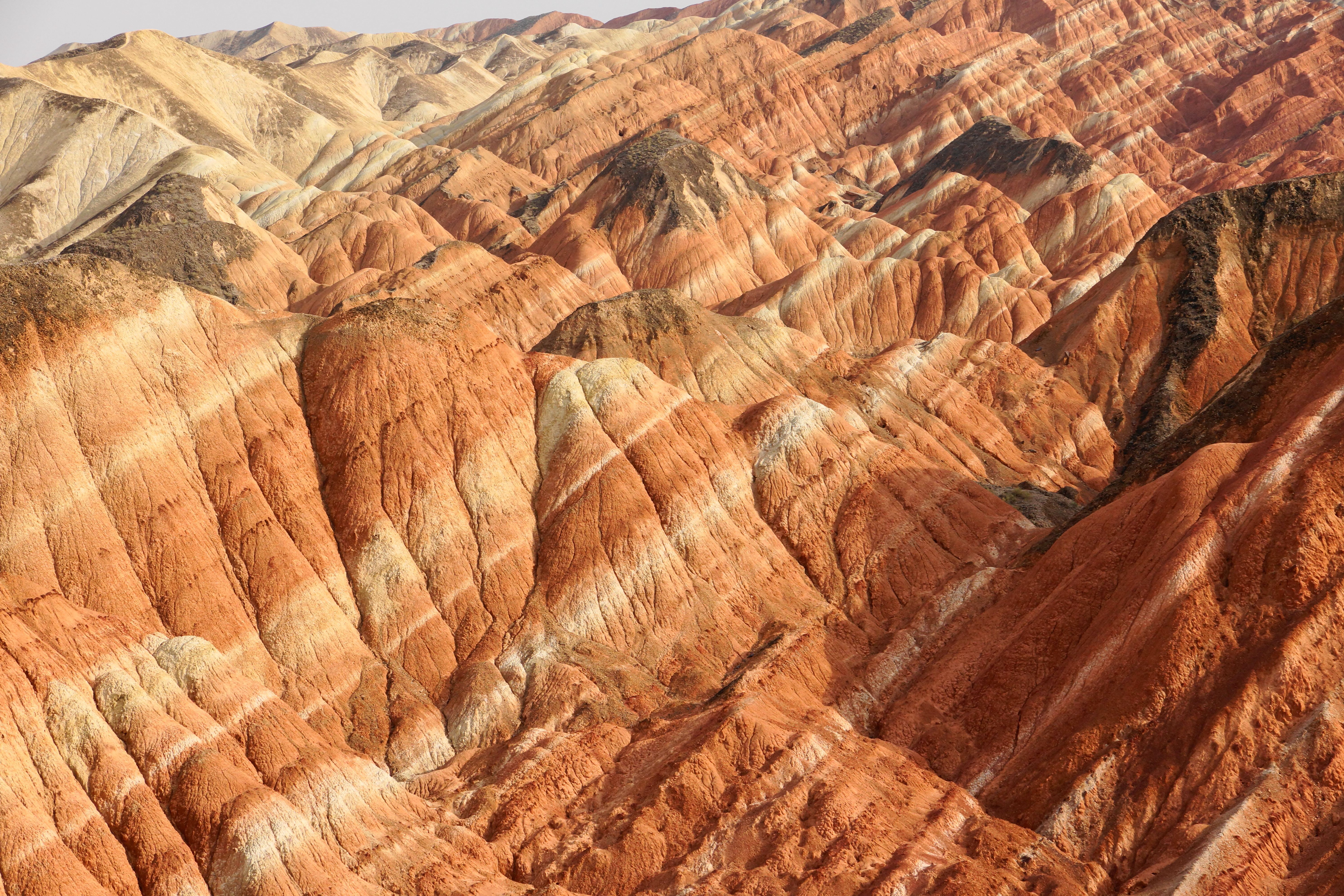
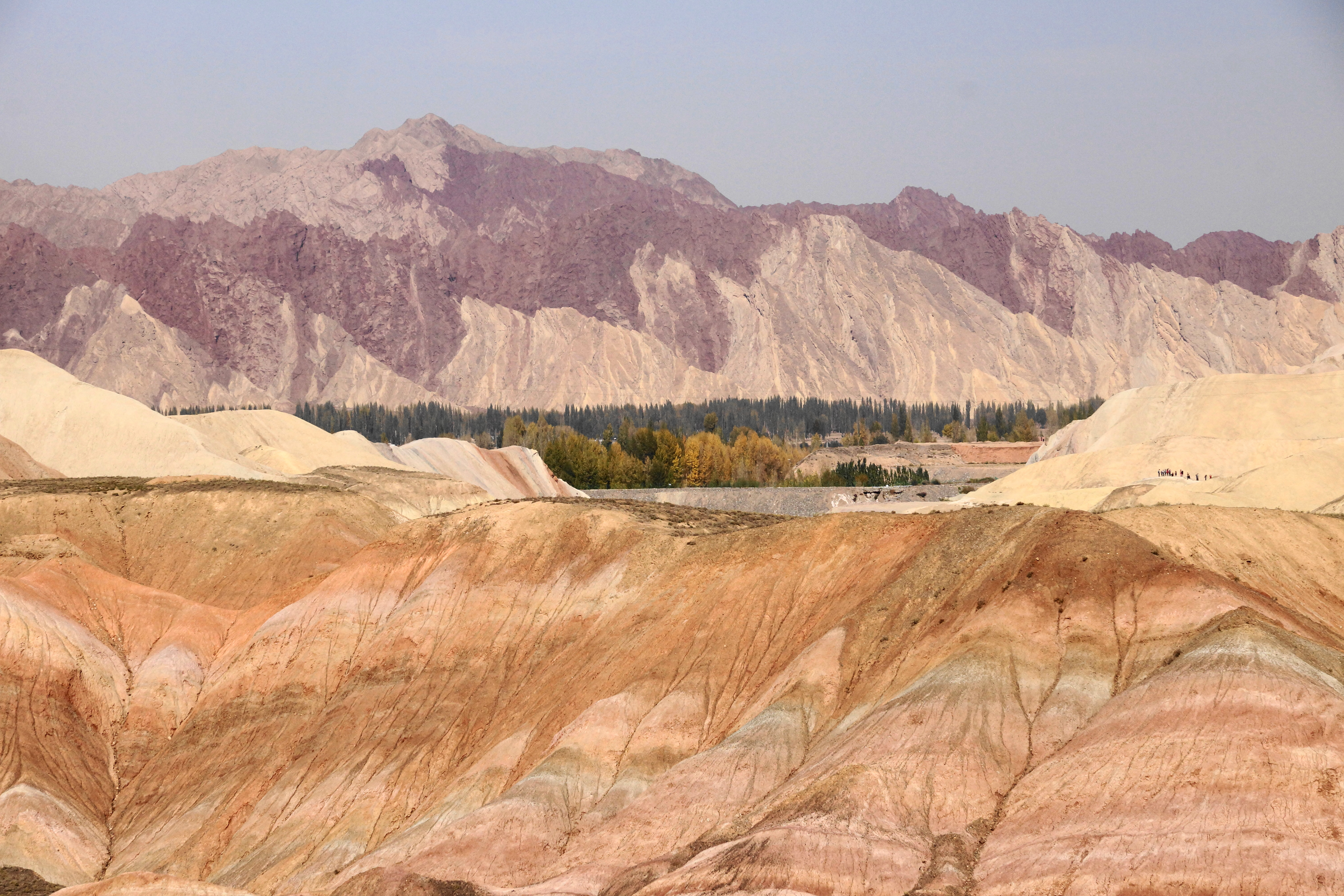
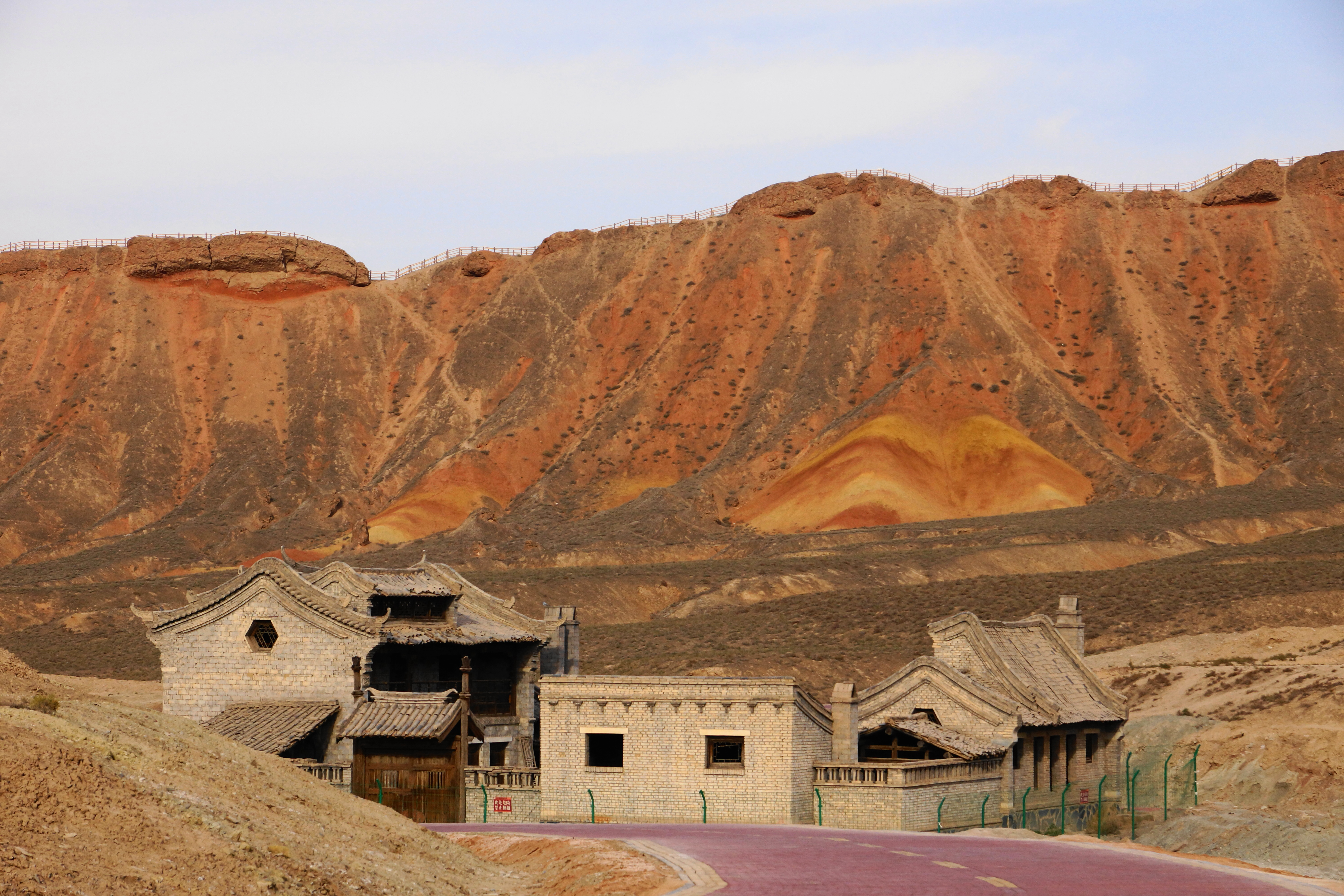
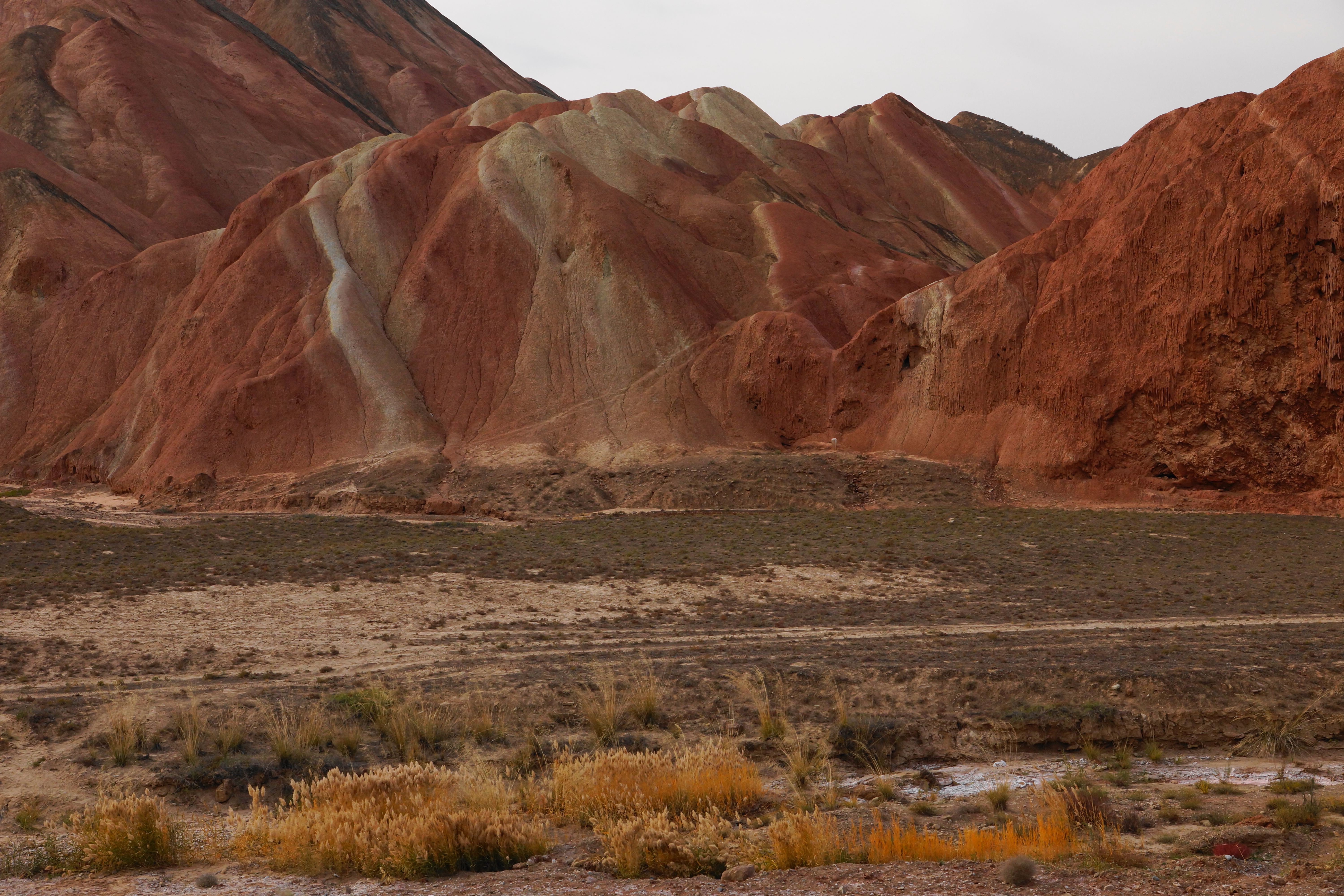
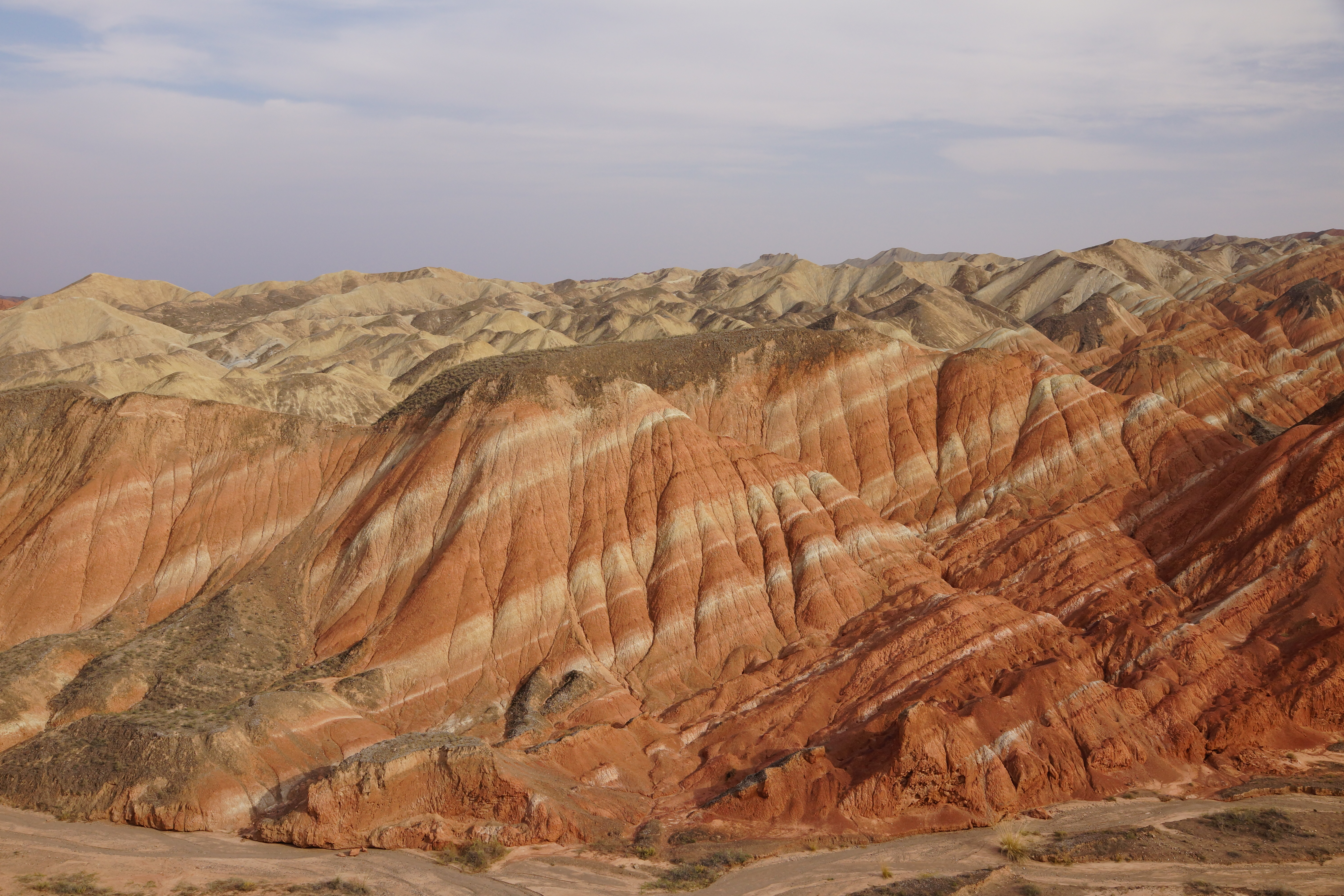
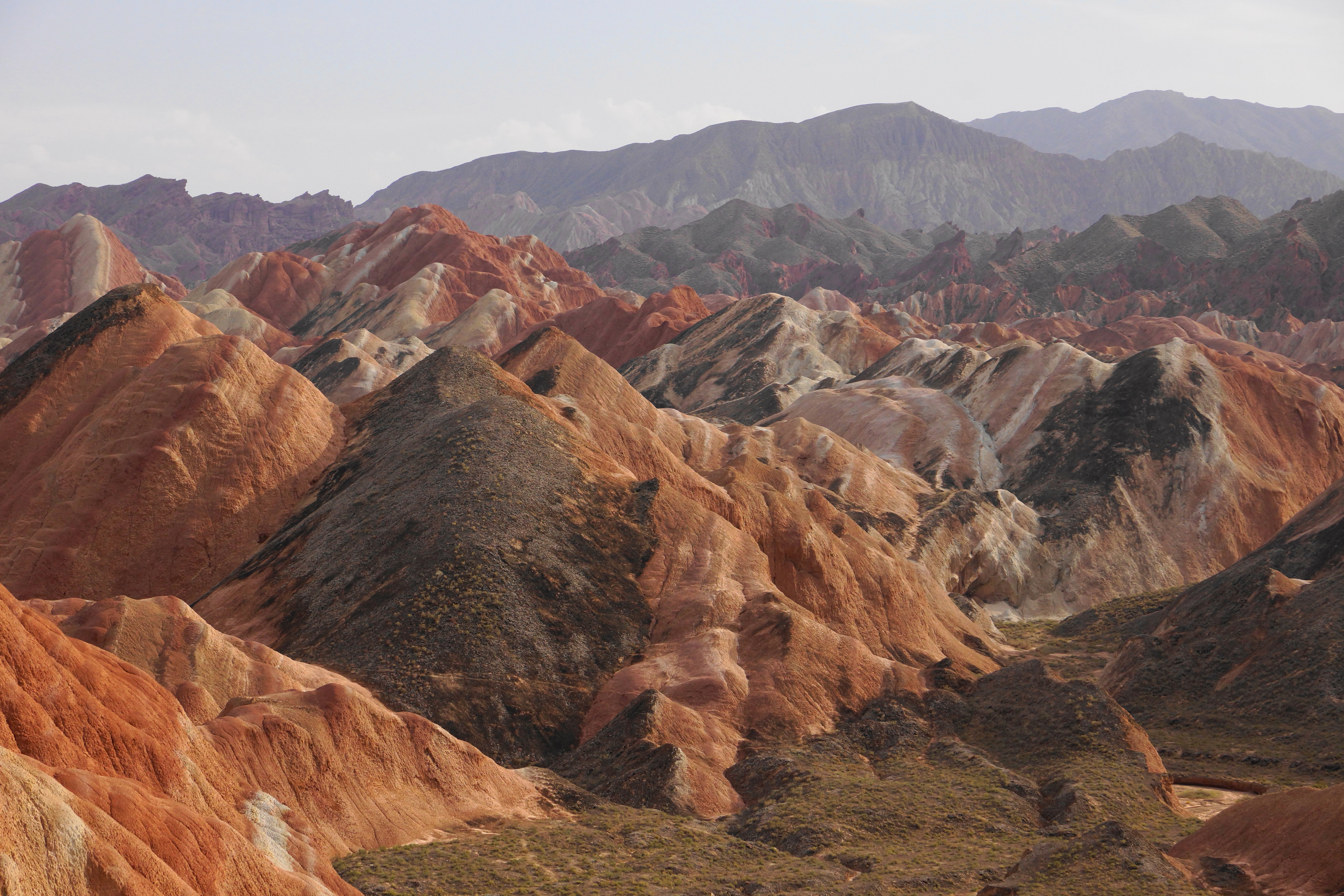
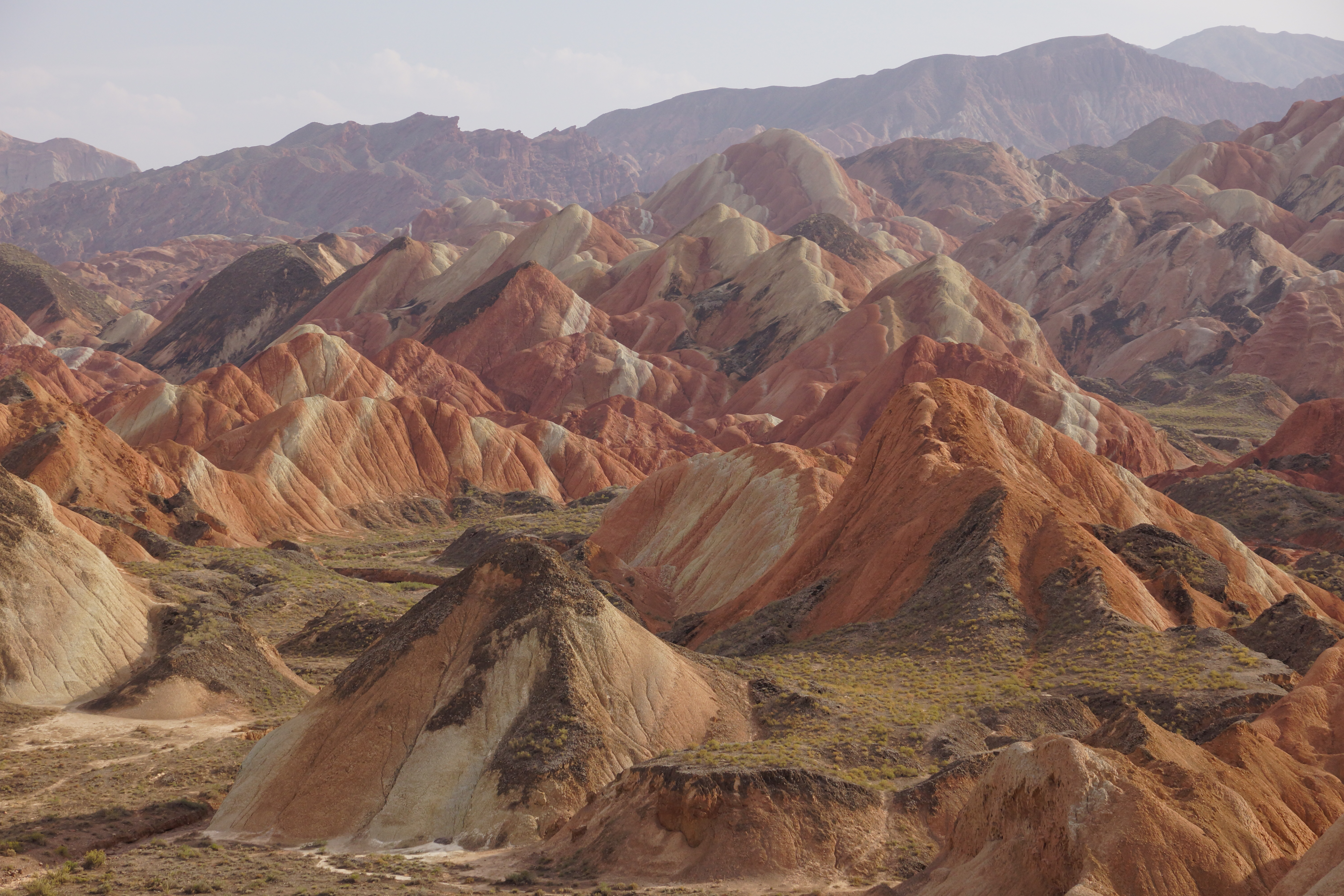